# Elberton, England
Elberton är en by i civil parish Aust, i distriktet South Gloucestershire, i grevskapet Gloucestershire i England. Byn är belägen 4 km från Thornbury. Elberton var en civil parish fram till 1935 när blev den en del av Aust. Civil parish hade 137 invånare år 1931. Byn nämndes i Domedagsboken (Domesday Book) år 1086, och kallades då Elbertone.